# 지리풀거미
지리풀거미(학명: Agelena jirisanensis)는 거미목 가게거미과 풀거미속에 속하는 한국 고유의 거미로, 거미학자 백갑용이 1965년 발견해 학계에 기재했다.